# Вайккойоки
Вайккойоки (также: Вайкко, фин. Vaikkojoki) — река в Финляндии. Длина составляет около 61 км. На реке примерно 40 порогов.
По берегам реки расположены коммуны Юука в провинции Северная Карелия и Каави в провинции Северное Саво.

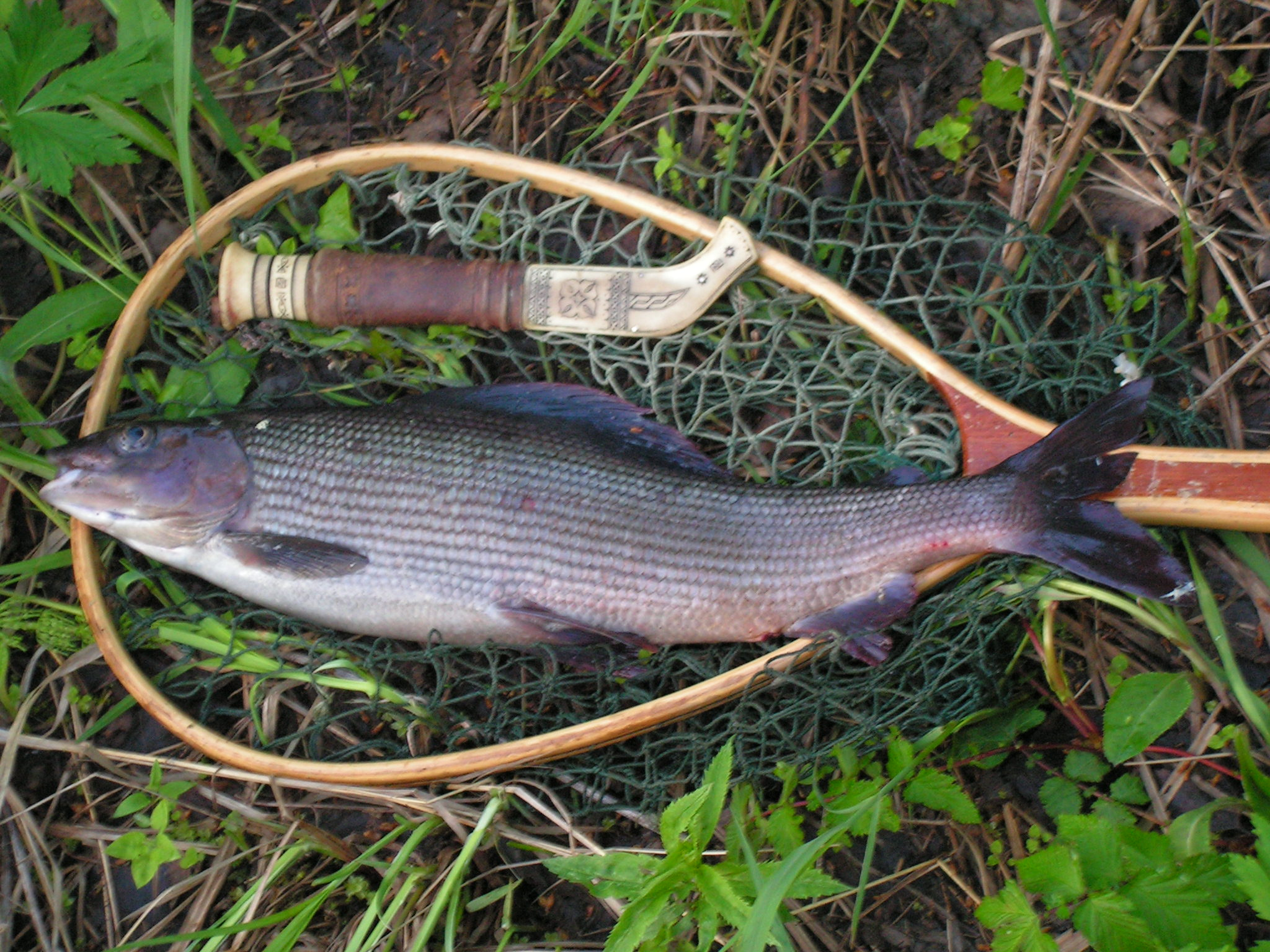
Европейский хариус, обитающий в Вайккойоки.

В Вайккойоки водятся следующие виды рыб: кумжа (лат. Salmo trutta), европейский хариус (лат. Thymallus thymallus), язь (лат. Leuciscus idus), микижа или ра́дужная форе́ль (лат. Parasalmo mykiss) и щука (лат. Esox lucius).